# Efecto spillover
El efecto spillover es un concepto ampliamente utilizado en diferentes disciplinas. En los últimos años está adquiriendo gran importancia en ecología y, más concretamente, en la ecología de los paisajes agrícolas. A este último campo de estudio hace referencia este artículo.

## Definición
El término efecto spillover hace referencia al momento en el que los recursos disponibles existentes en un hábitat no pueden mantener a toda la población de insectos, produciéndose un “desbordamiento”, inundando hábitats adyacentes y explotando los recursos de esas tierras. La función que desempeña un organismo en el hábitat de origen se interrumpe y pasa a desarrollarse en el hábitat al que ha viajado. La magnitud del efecto dependerá pues de la calidad del hábitat, así como de la proximidad del mismo.
El efecto spillover de los competidores y enemigos naturales desde la matriz hacia los alrededores puede ejercer fuertes efectos negativos sobre las especies residentes de estos hábitats. También puede tener efectos positivos en términos de riqueza, pues zonas poco productivas pueden presentar especies que en situaciones naturales nunca se desarrollarían ahí gracias al efecto de los hábitats adyacentes.
El efecto spillover se prevé que sea especialmente fuerte cuando:
1.  Las tasas de ataque del depredador sobre las presas sean altas.
2.  Las tasas de movimiento de los depredadores sean significativas.
3.  Las tasas de mortalidad del depredador sean bajas.
4.  El hábitat fuente es más productivo que el receptor (mayor movimiento).
Se puede esperar que la dispersión de los depredadores a través de los bordes del hábitat dé lugar a un spillover desde hábitats con alta densidad de los mismos hacia hábitats con densidades de enemigos naturales inferiores. En este caso, la dirección y magnitud del spillover es dependiente de las diferencias en la productividad primaria y en las consiguientes diferencias en la disponibilidad o calidad de la presa.
Los cultivos están a merced de las poblaciones plagas, lo cual puede generar una base de recursos elevada y una consecuente acumulación de grandes poblaciones de depredadores. Por tanto, en el transcurso de la temporada de crecimiento, el aumento de productividad se traducirá en un aumento de la población de presas dentro de los cultivos, lo que resultará en un spillover a través de difusión pasiva. Estas características propias de los cultivos promueven la acumulación y exportación de los depredadores a los paisajes circundantes, lo que aumenta la presión de depredación cerca de los bordes.
En segundo lugar, la disminución temporal de la disponibilidad de los recursos relacionados con la senescencia del cultivo o su cosecha puede dar lugar a la emigración activa de los depredadores que se han acumulado dentro de los cultivos durante su época de crecimiento.
Este efecto ha adquirido mayor importancia conforme han ido pasando los años, pues se ha comprobado que tiene una importancia capital en las características del ecosistema; pudiendo incluso, en algunos casos, llegar a cambiar toda la estructura del mismo. De hecho, aunque hace veinte años que viene utilizándose este término, ya antes era abordado en estudios de dinámica de poblaciones siendo definido como “efecto de masa”.

## Tipos
Existirían 3 tipos de efecto spillover:
1. Sobre enemigos naturales: el movimiento depende de las especies locales y de la composición de los grupos que se mueven entre zonas. Tiene un fuerte impacto sobre los herbívoros y las presas que se quedan en los sistemas laterales.
2. Sobre depredadores: estos colonizan la matriz desde hábitats naturales adyacentes. Sus poblaciones crecen en la matriz agrícola durante el crecimiento de los cultivos y se alimentan de los herbívoros. Al final de la estación, los recursos disminuyen (senescencia o cosecha) y los depredadores emigran, disminuyendo su concentración. Incremento potencial debido a la depredación en ese hábitat.
3. Sobre los herbívoros: será positivo si los herbívoros se alimentan de las malas hierbas, pero negativo si se alimentan del propio cultivo.

## Ejemplos
El primero sería un ejemplo de spillover funcional, que sería el movimiento que se traduce en la función de un organismo (por ejemplo, la polinización) que ya no se cumple en el hábitat del que proviene, sino el hábitat al que está emigrando.
En el momento de la floración de los cultivos, el movimiento de los polinizadores desde hábitats naturales hacia los cultivos puede tener un efecto negativo sobre las especies vegetales de los primeros debido a una pérdida de servicios de polinización y un efecto positivo en los cultivos manejados debido al aumento de la densidad de organismos polinizadores. No obstante, si los polinizadores consiguen néctar suplementario o una fuente de polen extra de los cultivos manejados, y en el final de la floración de los cultivos vuelven a los hábitats naturales, el spillover puede tener un efecto positivo sobre las especies de estos hábitats.
Aunque es más raro y está peor estudiado, también se produce un efecto spillover desde zonas de cultivo a hábitats naturales o semi-naturales. Es el caso de Plutella xylostella L. (1758), otro lepidóptero que se alimenta de plantas brasicáceas. En zonas donde los parches de cultivo son reducidos, es típico encontrar a esta especie en zonas semi-naturales alimentándose de otras brasicáceas no utilizadas en agricultura. Esto produce un efecto negativo, ya que estas especies se ven sometidas a presiones de depredación a la que no están acostumbradas.